# Heaven (Avicii)
Heaven is de derde postuum uitgebrachte single van de Zweedse dj en producer Avicii, dit keer samen met Chris Martin. De single kwam uit op 6 juni 2019 en maakt deel uit van zijn album Tim. Het nummer werd gemaakt in 2014, samen met de eerder verschenen hit A Sky Full of Stars.

## Hitnoteringen

### Nederlandse Top 40
| Hitnotering: 15-06-2019 t/m 28-09-2019 | Hitnotering: 15-06-2019 t/m 28-09-2019 | Hitnotering: 15-06-2019 t/m 28-09-2019 | Hitnotering: 15-06-2019 t/m 28-09-2019 | Hitnotering: 15-06-2019 t/m 28-09-2019 | Hitnotering: 15-06-2019 t/m 28-09-2019 | Hitnotering: 15-06-2019 t/m 28-09-2019 | Hitnotering: 15-06-2019 t/m 28-09-2019 | Hitnotering: 15-06-2019 t/m 28-09-2019 | Hitnotering: 15-06-2019 t/m 28-09-2019 | Hitnotering: 15-06-2019 t/m 28-09-2019 | Hitnotering: 15-06-2019 t/m 28-09-2019 | Hitnotering: 15-06-2019 t/m 28-09-2019 | Hitnotering: 15-06-2019 t/m 28-09-2019 | Hitnotering: 15-06-2019 t/m 28-09-2019 | Hitnotering: 15-06-2019 t/m 28-09-2019 | Hitnotering: 15-06-2019 t/m 28-09-2019 | Hitnotering: 15-06-2019 t/m 28-09-2019 |
| Week:                                  | 1                                      | 2                                      | 3                                      | 4                                      | 5                                      | 6                                      | 7                                      | 8                                      | 9                                      | 10                                     | 11                                     | 12                                     | 13                                     | 14                                     | 15                                     | 16                                     |                                        |
| -------------------------------------- | -------------------------------------- | -------------------------------------- | -------------------------------------- | -------------------------------------- | -------------------------------------- | -------------------------------------- | -------------------------------------- | -------------------------------------- | -------------------------------------- | -------------------------------------- | -------------------------------------- | -------------------------------------- | -------------------------------------- | -------------------------------------- | -------------------------------------- | -------------------------------------- | -------------------------------------- |
| Positie:                               | 21                                     | 10                                     | 9                                      | 9                                      | 12                                     | 14                                     | 16                                     | 14                                     | 14                                     | 18                                     | 23                                     | 25                                     | 27                                     | 32                                     | 34                                     | 39                                     | uit                                    |

### NederlandseSingle Top 100
| Hitnotering: 15-06-2019 t/m 21-09-2019 | Hitnotering: 15-06-2019 t/m 21-09-2019 | Hitnotering: 15-06-2019 t/m 21-09-2019 | Hitnotering: 15-06-2019 t/m 21-09-2019 | Hitnotering: 15-06-2019 t/m 21-09-2019 | Hitnotering: 15-06-2019 t/m 21-09-2019 | Hitnotering: 15-06-2019 t/m 21-09-2019 | Hitnotering: 15-06-2019 t/m 21-09-2019 | Hitnotering: 15-06-2019 t/m 21-09-2019 | Hitnotering: 15-06-2019 t/m 21-09-2019 | Hitnotering: 15-06-2019 t/m 21-09-2019 | Hitnotering: 15-06-2019 t/m 21-09-2019 | Hitnotering: 15-06-2019 t/m 21-09-2019 | Hitnotering: 15-06-2019 t/m 21-09-2019 | Hitnotering: 15-06-2019 t/m 21-09-2019 | Hitnotering: 15-06-2019 t/m 21-09-2019 | Hitnotering: 15-06-2019 t/m 21-09-2019 |
| Week:                                  | 1                                      | 2                                      | 3                                      | 4                                      | 5                                      | 6                                      | 7                                      | 8                                      | 9                                      | 10                                     | 11                                     | 12                                     | 13                                     | 14                                     | 15                                     |                                        |
| -------------------------------------- | -------------------------------------- | -------------------------------------- | -------------------------------------- | -------------------------------------- | -------------------------------------- | -------------------------------------- | -------------------------------------- | -------------------------------------- | -------------------------------------- | -------------------------------------- | -------------------------------------- | -------------------------------------- | -------------------------------------- | -------------------------------------- | -------------------------------------- | -------------------------------------- |
| Positie:                               | 16                                     | 22                                     | 24                                     | 29                                     | 31                                     | 40                                     | 33                                     | 36                                     | 42                                     | 50                                     | 50                                     | 40                                     | 56                                     | 72                                     | 74                                     | uit                                    |

### VlaamseUtratop 50
| Hitnotering: 15-06-2019 t/m 19-10-2019 | Hitnotering: 15-06-2019 t/m 19-10-2019 | Hitnotering: 15-06-2019 t/m 19-10-2019 | Hitnotering: 15-06-2019 t/m 19-10-2019 | Hitnotering: 15-06-2019 t/m 19-10-2019 | Hitnotering: 15-06-2019 t/m 19-10-2019 | Hitnotering: 15-06-2019 t/m 19-10-2019 | Hitnotering: 15-06-2019 t/m 19-10-2019 | Hitnotering: 15-06-2019 t/m 19-10-2019 | Hitnotering: 15-06-2019 t/m 19-10-2019 | Hitnotering: 15-06-2019 t/m 19-10-2019 | Hitnotering: 15-06-2019 t/m 19-10-2019 | Hitnotering: 15-06-2019 t/m 19-10-2019 | Hitnotering: 15-06-2019 t/m 19-10-2019 | Hitnotering: 15-06-2019 t/m 19-10-2019 | Hitnotering: 15-06-2019 t/m 19-10-2019 | Hitnotering: 15-06-2019 t/m 19-10-2019 | Hitnotering: 15-06-2019 t/m 19-10-2019 | Hitnotering: 15-06-2019 t/m 19-10-2019 | Hitnotering: 15-06-2019 t/m 19-10-2019 | Hitnotering: 15-06-2019 t/m 19-10-2019 |
| Week:                                  | 1                                      | 2                                      | 3                                      | 4                                      | 5                                      | 6                                      | 7                                      | 8                                      | 9                                      | 10                                     | 11                                     | 12                                     | 13                                     | 14                                     | 15                                     | 16                                     | 17                                     | 18                                     | 19                                     |                                        |
| -------------------------------------- | -------------------------------------- | -------------------------------------- | -------------------------------------- | -------------------------------------- | -------------------------------------- | -------------------------------------- | -------------------------------------- | -------------------------------------- | -------------------------------------- | -------------------------------------- | -------------------------------------- | -------------------------------------- | -------------------------------------- | -------------------------------------- | -------------------------------------- | -------------------------------------- | -------------------------------------- | -------------------------------------- | -------------------------------------- | -------------------------------------- |
| Positie:                               | 27                                     | 31                                     | 22                                     | 20                                     | 27                                     | 21                                     | 29                                     | 22                                     | 23                                     | 15                                     | 24                                     | 19                                     | 25                                     | 18                                     | 24                                     | 26                                     | 27                                     | 31                                     | 41                                     | uit                                    |

### NPO Radio 2 Top 2000
| Nummer met noteringen in de NPO Radio 2 Top 2000 | '20  | '21  |
| ------------------------------------------------ | ---- | ---- |
| Heaven                                           | 1383 | 1803 |

1. ↑  Een vetgedrukt getal geeft de hoogste notering aan.
2. ↑  2020 was het eerste jaar met een notering voor dit nummer.
3. ↑  Deze tabel is bijgewerkt tot en met de laatste editie (2024).